# Nāyef bin ʿAbd al-ʿAzīz Āl Saʿūd
Nāyef bin ʿAbd al-ʿAzīz Āl Saʿūd, (in arabo نايف بن عبد العزيز آل سعود‎?) (Ta'if, 23 agosto 1934 – Ginevra, 16 giugno 2012), è stato un principe e politico saudita, membro della famiglia reale (Āl Saʿūd) ed erede designato al trono.
Scritto talora Naif, nel 2012 era l'erede al trono dell'Arabia Saudita, designato da re 'Abd Allāh b. ʿAbd al-ʿAzīz Āl Saʿūd, meglio conosciuto come ʿAbd Allāh o Abdullah (del quale era fratellastro), dopo la morte di suo fratello Sulṭān b. ʿAbd al-ʿAzīz Āl Saʿūd, precedente erede al trono, avvenuta il 21 ottobre 2011. Ha ricoperto la carica di ministro dell'Interno e vice Primo Ministro dell'Arabia Saudita. È morto a Ginevra senza mai ricoprire il ruolo di Re a cui era destinato dopo la morte del principe Sulṭān.

## Primi anni di vita ed educazione
Nāyef è nato nel 1934 a Ta'if, una città della Provincia di La Mecca da re Abd al-'Aziz e Hassa bint Ahmed Al Sudairi. Era il ventitreesimo figlio del sovrano.
Fu educato alla "Scuola dei Principi" e dagli anziani leader religiosi chiamati ʿulamāʾ. Inoltre, ha letto molto di politica, diplomazia e sicurezza internazionale.

## Prime esperienze
Dal 1952 al 1953, il principe Nayef è stato Vice Governatore della provincia di Riyad. Nel 1953, è stato promosso Governatore. Egli mantenne l'incarico per poco meno di due anni. Ha poi servito come Governatore della provincia di Medina. Nel 1970, il re Faysal lo ha nominato Vice Ministro dell'Interno e Ministro di Stato per gli Affari Interni.

## Ministro dell'Interno
Nel marzo 1975, dopo l'assassinio di re Faysal, l'allora Ministro dell'Interno, il principe Fahd è diventato principe ereditario e Nayef fu nominato Ministro dell'Interno da re Khalid.
Nel dicembre 1994, ha ordinato centinaia di arresti legati al terrorismo con il sostegno del principe Turki bin Faysal, capo dei servizi segreti sauditi.
Nell'aprile del 2001, egli, con il Ministro degli Esteri Sa'ud bin Faysal, è andato in Iran come inviato saudita in una mossa senza precedenti. Ha inoltre concesso a tutte le donne la carte d'identità nel paese. Le donne erano precedentemente registrate sotto il nome del loro marito o del padre fino al novembre 2001. Dopo gli attentati dell'11 settembre 2001, come incaricato delle indagini saudite ha ricevuto critiche dagli Stati Uniti per il suo continuare a insistere sul fatto che i dirottatori sauditi erano terroristi sionisti e per non aver intrapreso azioni sufficienti contro gli estremisti.
Nel 2003, il principe Nayef, che era incaricato della gestione della manodopera straniera, ha decretato che i lavoratori stranieri e i loro familiari non dovevano superare il 20 per cento della popolazione saudita entro il 2013. Nel luglio 2003, il senatore Charles Schumer ha esercitato pressioni attraverso il principe Bandar bin Sultan, che allora era ambasciatore saudita a Washington, per rimuovere il principe Nayef dal ruolo di ministro.
Tra il 2003 e il 2006, ha guidato il confronto saudita contro Al Qaeda, che ha sponsorizzato una serie di attacchi interni alle abitazioni, alle infrastrutture petrolifere e agli impianti industriali. La sua posizione politica è stata rafforzata a causa della maggiore esposizione mediatica e al successo finale dell'operazione.
Nel marzo 2011, durante le rivolte popolari arabe, a 200 persone, che avevano chiesto maggiori informazioni sui loro parenti incarcerati, fu negato l'incontro con Nāyef che avevano auspicato.

## Secondo Vice Primo Ministro
Quando il principe ereditario Sultan non è riuscito a mantenere i propri compiti a causa delle sue assenze prolungate per cure mediche e il re Abd Allah era in procinto di recarsi a Doha per partecipare al vertice della Lega Araba prima di andare a Londra per il summit del G20, era imperativo lasciare un anziano funzionario incaricato; ciò ha aggiunto numerosi doveri al settantaseienne Nayef, già malato di leucemia. Pertanto, il 27 marzo 2009, il principe Nayef è stato nominato Secondo Vice Primo Ministro. La sua nomina ha provocato una spaccatura pubblica rara nella famiglia reale. Il principe Talal ha chiesto al re di chiarire se tale nomina non significasse necessariamente che Nayef sarebbe diventato principe ereditario.
La sua nomina ha ampliato l'influenza del principe Nayef in tutti gli angoli della politica interna saudita e gli ha permesso di partecipare allo sviluppo della politica estera. Egli non si aspettava di interferire nelle questioni economiche, ma di influenzare la magistratura.
Il principe ha presieduto numerose riunioni di gabinetto quando il Re Abd Allah e il principe ereditario Sultan erano via per motivi di salute. I critici dissero che c'era lui dietro la cancellazione dell'unico festival cinematografico della nazione nell'estate del 2009. Nel novembre del 2010, ha intrapreso tutte le responsabilità connesse all'Hajj. In alcuni uffici governativi, il suo ritratto è stato aggiunto accanto a quelli del padre, di re Abd Allah e del principe ereditario Sultan.

## Principe della Corona e Vice Primo Ministro
Il principe Nayef è stato nominato Principe della Corona e Vice Primo Ministro da re Abd Allah il 27 ottobre 2011, cinque giorni dopo la morte del fratello, il principe Sultan. Poco dopo ha promesso che "l'Arabia Saudita non avrebbe mai oscillato e mai compromesso la sua adesione alla dottrina wahhabita" che ha dichiarato essere "la fonte dell'orgoglio del regno, del suo successo e del suo progresso".
Durante il suo mandato di principe ereditario, Nayef ha portato ammodernamenti come la rimozione delle autorità religiose che si opponevano alla commistione di uomini e donne negli spazi pubblici.

### Influenza
La carriera di principe Nayef è stato spinta dal fratello re Fahd. Sotto Fahd, il Ministero dell'Interno è diventata una delle burocrazie più influenti nel paese. Il principe Nayef ha servito come mediatore nelle controversie fra re Fahd e il principe Sultan. Quando la salute del monarca iniziò a deteriorarsi, il suo potere è gradualmente diminuito. Come principe ereditario, Nayef è stato il più influente dei "sette Sudairi". Ha delegato giorno per giorno alcune responsabilità del suo ministero al figlio, il principe Muhammad e all'allora Vice Ministro, il principe Aḥmad. Nayef aveva messo membri del Ministero dell'Interno in tutte le ambasciate all'estero.
Nel 2003, ha minacciato di cancellare certi affari con il governo francese se l'inchiesta per traffico di narcotici su Nayef bin Sultan bin Fawwaz al-Shaalan fossero continuate.
In un incontro con i diplomatici americani nel 2009, ha espresso sostegno per l'attività di aggressione contro l'Iran dopo quella che credeva fosse una violazione della convenzione di sicurezza del 2001. Ha detto anche che il modo più efficace per combattere l'estremismo era attraverso i sermoni del venerdì.

## Posizioni varie
Il principe Nayef ha servito come supervisore generale del Comitato saudita per l'intifada Al Quds, che ha fornito aiuti ai rifugiati palestinesi. Ha guidato il Consiglio supremo delle informazioni, che ha curato i media e regolato internet nel paese. Ha anche presieduto il comitato supremo per l'Hajj e diretto la commissione ministeriale sulla moralità e il comitato di sorveglianza ministeriale dell'Organizzazione mondiale del commercio.

## Opinioni
Il principe Nayef era considerato uno dei più conservatori, ma anche pragmatici, membri della famiglia reale.
Nel novembre 2002, il principe Nayef ha affermato: "È impossibile che 19 giovani abbiano effettuato l'operazione dell'11 settembre, o che Osama bin Laden o Al Qaeda abbiano fatto tutto da soli... penso che i sionisti siano dietro a questi eventi". In seguito ha proposto che agli americani che visitano il regno dovessero essere prese le impronte digitali come ai visitatori sauditi negli Stati Uniti.
Secondo alcuni, il principe Nayef ha sostenuto un approccio più duro di quello di re Abd Allah verso l'allora presidente yemenita 'Ali 'Abd Allah Saleh nel 2009. Alcuni media hanno sostenuto che le sue opinioni sull'Iran fossero più sofisticate e complete di quelli di re Abd Allah.
Il suo motto era "no al cambiamento, sì allo sviluppo". Egli credeva che nessuna modifica fosse necessaria in Arabia Saudita: "Il cambiamento significa cambiare qualcosa che già esiste. Tutto ciò che esiste nel Regno è già ben consolidato; tuttavia, vi è una possibilità di sviluppo. Sviluppo che non si scontri con i principi della nazione" In una dichiarazione simile, nel marzo 2009, ha dichiarato pubblicamente che non ritiene necessarie le elezioni o la presenza di donne nel governo.
Dopo aver visitato Cleveland per alcune visite mediche nel marzo 2012, il principe Nayef ha affrontato la polemica sulla partecipazione di donne saudite ai Giochi della XXX Olimpiade di Londra dalla sua residenza in Algeria. Secondo Al Hayat, ha detto che le donne possono rappresentare l'Arabia Saudita alle Olimpiadi finché non si rompono le leggi islamiche. La sua approvazione è stata condizionata dalla presenza di donne in competizioni sportive che "soddisfano gli standard di decenza delle donne e non contraddicano le leggi islamiche", sebbene anche questa concessione sembrava sorprendente. Tuttavia, solo pochi giorni dopo la sua dichiarazione, altri funzionari sauditi hanno espresso opinioni differenti. Nel corso di una conferenza stampa a Jeddah, il capo del Comitato Olimpico dell'Arabia Saudita, Nawwaf bin Faysal, ha dichiarato esplicitamente che le atlete saudite non sarebbero state inviate alle Olimpiadi: "Noi non stiamo avallando alcuna partecipazione femminile saudita alle Olimpiadi o altri campionati internazionali". Egli ha inoltre aggiunto che "le donne saudite che partecipano in proprio sono libere di farlo e che l'autorità olimpica del Regno le avrebbe aiutate nel garantire che la loro partecipazione non violi la legge della shari'a islamica". Anche se ha sottolineato che questo era in accordo con una posizione precedentemente detta, lo ha fatto sembrare un rifiuto verso l'opinione del principe ereditario Nayef.

## Personalità
Il principe Nayef, prima di essere nominato Secondo Vice Primo Ministro nel 2009, è stato generalmente descritto come sfuggente, ambiguo, pragmatico, privo di fantasia, sagace e schietto. Secondo alcune trapelazioni, aveva la reputazione di essere anti-occidentale, ma tendeva a fare affari se ci fossero interessi condivisi. Si afferma inoltre che il suo approccio conservatore non riflettesse la sua personalità religiosa personale (anzi, lui stesso diceva di essere stato un pesante bevitore da giovane). Tuttavia, le sue opinioni conservatrici gli hanno permesso di ottenere il sostegno dei conservatori sociali e religiosi. Sembrava anche essere molto riservato. È stato descritto come cattivo parlatore e aveva la tendenza a ripetere luoghi comuni in privato e in pubblico. Egli sembrava capire e parlare almeno un po' inglese. D'altra parte, il principe Nayef era considerato dagli altri principi come uno dei membri più gentili della sua generazione regale nel suo approccio verso nipoti.
Il principe Nayef e il fratello Aḥmad, sono stati segnalati per l'aver pagato bonus enormi per gli agenti di sicurezza di successo. Entrambi avevano anche una reputazione di onestà e utilizzavano il budget per la sicurezza solo per gli scopi dichiarati, non per arricchirsi.

## Vita personale
Il principe Nayef si è sposato tre volte ed era padre di dieci figli.
La sua prima moglie era Noura Alfarraj Alsubaie. Più tardi, hanno divorziato. Unica nata da questo matrimonio è Jawahir, moglie del figlio del defunto re Fahd, Muhammad bin Fahd, che è stato Governatore della Provincia Orientale. Jawahir bint Nayef è stata allevata dalla zia Jawaher bint Abd al-Aziz.
La sua seconda moglie è stata Al Jawhara bint Abdulaziz bin Musaid Al Jiluwi. I suoi figli da questo matrimonio sono Muhammad, Noura, Sa'ud e Sara.
Maha bint Mohammed bin Ahmad Al Sudairi è stata la sua terza moglie. Hanno poi divorziato. I loro figli sono: Nouf, Nawwaf, Mishail, Hayfa e Fahd. Nel marzo 2013, i legali del Shangri-La Hotel di Parigi hanno vinto una causa legale presso il tribunale di Nanterre, vicino a Parigi. Ciò ha portato al sequestro delle sue attività in Francia, in quanto stava fuggendo, nel giugno 2012, lasciando un debito di 7,5 milioni di dollari verso l'hotel dopo che con il suo entourage aveva occupato 41 stanze per sei mesi circa. Lei era nota per l'aver acquistato tre immobili nel centro di Parigi e si dice abbia comprato articoli di pelletteria, opere d'arte, gioielli e vestiti per un valore di 15 milioni circa di dollari.

## Malattia
Il principe Nayef era affetto da diabete mellito ed osteoporosi, oltre che di leucemia. Nel marzo 2012, è andato in Marocco per una "vacanza privata", poi a Cleveland per test medici già programmati. Questa notizia ha sollevato alcune speculazioni sulla sua salute e sulla successione al trono. È tornato in Arabia Saudita dopo un soggiorno in Algeria nel mese di aprile 2012.
Il principe Nayef ha lasciato nuovamente l'Arabia Saudita per visite mediche, il 26 maggio 2012. Anche se la destinazione era sconosciuta, il principe Ahmed ha dichiarato a Al Watan il 3 giugno 2012, che "stava bene ed era in buona salute e che tornerà presto in Arabia Saudita". Dopo la sua morte nel giugno 2012, è stato riferito che il principe Nayef fosse andato a Ginevra per il trattamento di un disturbo al ginocchio.

## Morte ed esequie
Il 16 giugno 2012 alle 01:00 circa (UTC+3), la televisione di stato saudita ha riferito che il principe ereditario Nayef era deceduto. Secondo Reuters, è morto a Ginevra in Svizzera. Una fonte medica a Ginevra ha detto che è morto a causa di problemi cardiaci durante il soggiorno presso la residenza del fratello in città. Il suo corpo è stato portato nella Moschea di Ginevra prima di essere portato a Jeddah.
La corte ha dichiarato che il suo funerale si sarebbe tenuto il 17 giugno 2012. È stato riferito che la salma del principe Nayef sarebbe stata portata da Ginevra a Jeddah. Le preghiere funebri si sono svolte nella Grande Moschea di La Mecca dopo la preghiera del tramonto, guidate dallo sceicco Saud Al-Shuraim. Il suo corpo è stato sepolto in una tomba anonima nel cimitero al-Adl della città, come da suo desiderio, il giorno stesso.
I principali esponenti politici tra cui il presidente degli Stati Uniti Barack Obama, il presidente francese François Hollande, il Ministro degli Esteri britannico William Hague, il re Abd Allah II di Giordania, il presidente turco Abdullah Gül, e altri leader arabi e degli Stati del Golfo hanno inviato le loro condoglianze a re Abd Allah.
Il 6 luglio 2012, re Abd Allah ha intitolato al Principe l'Aeroporto di Al-Qasim-Principe Nayef bin 'Abd al-'Aziz a Burayda.

## Albero genealogico
|                                 |                              |                             | Genitori                           |  |  | Nonni |  |  | Bisnonni        |  |  | Trisnonni                     |  |
|                                 |                              |                             |                                    |  |  |       |  |  | Fayṣal Āl Saʿūd |  |  | Turkī bin ʿAbd Allāh Āl Saʿūd |  |
|                                 |                              |                             |                                    |  |  |       |  |  | Fayṣal Āl Saʿūd |  |  | Turkī bin ʿAbd Allāh Āl Saʿūd |  |
|                                 |                              | Hia bint Ḥamad Tamīmī       |                                    |  |  |       |  |  | Fayṣal Āl Saʿūd |  |  |                               |  |
| ʿAbd al-Raḥmān Āl Saʿūd         |                              |                             |                                    |  |  |       |  |  | Fayṣal Āl Saʿūd |  |  |                               |  |
|                                 |                              | Sāra bint Misharī Āl Saʿūd  | Misharī b. ʿAbd al-Raḥmān b. Saʿūd |  |  |       |  |  |                 |  |  |                               |  |
|                                 |                              | Sāra bint Misharī Āl Saʿūd  | Misharī b. ʿAbd al-Raḥmān b. Saʿūd |  |  |       |  |  |                 |  |  |                               |  |
|                                 |                              | Sāra bint Misharī Āl Saʿūd  | …                                  |  |  |       |  |  |                 |  |  |                               |  |
| Abd al-Aziz dell'Arabia Saudita |                              | Sāra bint Misharī Āl Saʿūd  |                                    |  |  |       |  |  |                 |  |  |                               |  |
|                                 |                              | Aḥmad al-Kabīr al-Sudayrī   | Muḥammad b. Turkī al-Sudayrī       |  |  |       |  |  |                 |  |  |                               |  |
|                                 |                              | Aḥmad al-Kabīr al-Sudayrī   | Muḥammad b. Turkī al-Sudayrī       |  |  |       |  |  |                 |  |  |                               |  |
|                                 |                              | Aḥmad al-Kabīr al-Sudayrī   | …                                  |  |  |       |  |  |                 |  |  |                               |  |
| Sāra bint Aḥmad al-Sudayrī      |                              | Aḥmad al-Kabīr al-Sudayrī   |                                    |  |  |       |  |  |                 |  |  |                               |  |
|                                 |                              | …                           | …                                  |  |  |       |  |  |                 |  |  |                               |  |
|                                 |                              | …                           | …                                  |  |  |       |  |  |                 |  |  |                               |  |
|                                 |                              | …                           | …                                  |  |  |       |  |  |                 |  |  |                               |  |
| 'Nayef dell'Arabia Saudita      |                              | …                           |                                    |  |  |       |  |  |                 |  |  |                               |  |
|                                 | Muḥammad al-Kabīr al-Sudayrī | Aḥmad al-Kabīr al-Sudayrī * |                                    |  |  |       |  |  |                 |  |  |                               |  |
|                                 | Muḥammad al-Kabīr al-Sudayrī | Aḥmad al-Kabīr al-Sudayrī * |                                    |  |  |       |  |  |                 |  |  |                               |  |
|                                 | Muḥammad al-Kabīr al-Sudayrī | …                           |                                    |  |  |       |  |  |                 |  |  |                               |  |
| Aḥmad al-Sudayrī                | Muḥammad al-Kabīr al-Sudayrī |                             |                                    |  |  |       |  |  |                 |  |  |                               |  |
|                                 |                              | …                           | …                                  |  |  |       |  |  |                 |  |  |                               |  |
|                                 |                              | …                           | …                                  |  |  |       |  |  |                 |  |  |                               |  |
|                                 |                              | …                           | …                                  |  |  |       |  |  |                 |  |  |                               |  |
| Ḥaṣṣa bt. Aḥmad al-Sudayrī      |                              | …                           |                                    |  |  |       |  |  |                 |  |  |                               |  |
|                                 |                              | ʿAlī b. Muḥammad al-Suwaydī | Muḥammad al-Suwaydī                |  |  |       |  |  |                 |  |  |                               |  |
|                                 |                              | ʿAlī b. Muḥammad al-Suwaydī | Muḥammad al-Suwaydī                |  |  |       |  |  |                 |  |  |                               |  |
|                                 |                              | ʿAlī b. Muḥammad al-Suwaydī | …                                  |  |  |       |  |  |                 |  |  |                               |  |
| Sharīfa al-Suwaydī              |                              | ʿAlī b. Muḥammad al-Suwaydī |                                    |  |  |       |  |  |                 |  |  |                               |  |
|                                 |                              | …                           | …                                  |  |  |       |  |  |                 |  |  |                               |  |
|                                 |                              | …                           | …                                  |  |  |       |  |  |                 |  |  |                               |  |
|                                 |                              | …                           | …                                  |  |  |       |  |  |                 |  |  |                               |  |
|                                 |                              | …                           |                                    |  |  |       |  |  |                 |  |  |                               |  |